# Station One
Station One è stata un'emittente radiofonica italiana, syndication a carattere nazionale lanciata il
2 giugno 1997 in FM.

## Storia
L'emittente era diretta artisticamente da Claudio Astorri fino al 1998 poi prende il suo posto Stefano Carboni. La sua sede era a Milano e il suo format era quello di una hit radio, che trasmette solo successi del momento. Proprietario dell'emittente era in una prima fase Enzo Palazzolo. Successivamente l'emittente passò sotto il controllo degli imprenditori  Marco Marati e Guido Monasterolo, provenienti rispettivamente dagli ambienti della produzione musicale e dell'abbigliamento.
L'emittente nacque sulle frequenze di Italia Vera, network che nel 1996 aveva registrato un ascolto medio di oltre due milioni di ascoltatori secondo AudiRadio. Trasmetteva come syndication con alcune minime differenze di palinsesto tra le diverse regioni d'Italia, che permettevano così di vendere spazi pubblicitari a carattere locale, possibilità negata da una legge ai network nazionali a partire da metà anni novanta.
Nel palinsesto erano presenti diversi speaker già affermati nel campo della radiofonia italiana, come Mila By Night e Manuela Doriani, ma anche di altre voci diventate poi tra le più apprezzate negli anni a venire, come Marisa Passera, DJ Aladyn, Platinette, La Pina (tutti immediatamente acquisiti da Radio Deejay nel 1999), Wender e Marco Mazzoli, che proprio nel pomeriggio di Station One proponevano una prima versione di ciò che poi sarebbe diventato Lo zoo di 105. Tra gli altri conduttori, anche Alessandra Zacchino, Stefano Gallarini, Gianni De Berardinis, Roberto Corinaldesi, Tomas Damiani. I giornali radio Talk News (una formula innovativa che prevedeva la conduzione a due con il dj in onda in quel momento e il giornalista, per non creare una cesura nel programma) erano diretti da Francesco Perilli, in redazione Domenico Affinito, Caterina D'Ambrosio, Dora Rametta e Valeria Sgarella.
I tecnici di regia affidati ai vari programmi: Antonia Sabina De Meo aka Tina Pica, Andrea Montanini (Montamix), Gigi Cutrì (JQ), Stefano Amato, Stefano Fagioli (Fisico), Nico Grillante/Carminati, Dennis Crippa, Stefano (Mungi), Wender. 
Nonostante la qualità degli speaker che ci lavoravano, anche a seguito di alcune difficoltà organizzative l'emittente chiuse i battenti nel 1999 (come circuito nazionale),vendendo le sue frequenze alla nascente Radio 24. Continuò a trasmettere fino alla fine del 2001 soltanto nel nord del Paese. Uno degli ultimi slogan fu "Radio Station One non una radio nuova... ma diversa". Le frequenze di trasmissione nell'ultima fase furono: 88.70 e 103.00 mhz (Milano e hinterland), 103.00 mhz (Brianza), 88.60 e 97.60 mhz (Como), 97.60 mhz (Varese), 101.30 mhz (Lecco), 103.00 mhz (Bergamo), 106.00 mhz (Lago Maggiore), 97.60 mhz (Novara), 103.00 mhz (Crema), 103.00 mhz (Cremona).